# Pheng Xat Lao
Pheng Xat Lao (tiếng Lào: ເພງຊາດລາວ, dịch nghĩa đen: "Bài ca nhân dân Lào") là quốc ca của Lào. Thongdy Sounthonevichit đã viết phần nhạc và lời vào năm 1941. Nó được sử dụng làm quốc ca của Vương quốc Lào vào năm 1945. Khi Cộng hòa Dân chủ Nhân dân Lào được thành lập vào năm 1975, lời mới được thay cho lời cũ, thế nhưng giai điệu và tên bài hát vẫn được giữ nguyên.

## Lịch sử
Từ lâu là một quốc gia chư hầu của Xiêm, năm 1893, Lào trở thành một nước bảo hộ thuộc Pháp trong đế chế thực dân. Người Pháp tuyên bố sự chiếm đóng của Pháp là để bảo vệ Lào khỏi các "nước láng giềng thù địch" như Trung Quốc và đặc biệt là Xiêm, vốn quân đội Xiêm đã buộc phải nhượng lại Lào cho cường quốc thực dân châu Âu. Trên thực tế, Pháp chỉ đơn giản cai trị Lào như một thuộc địa, thậm chí còn đưa nhiều người Việt vào làm việc. Tuy nhiên, Chiến tranh thế giới lần thứ hai bùng nổ đã làm nước Pháp đầu hàng trước Đức Quốc xã. Chính phủ cánh hữu mới ở Xiêm coi đây là cơ hội có thể để giành lại lãnh thổ Thái Lan trước đây đã bị mất cho Pháp, đặc biệt là vùng đất nằm ở phía bên bờ sông Thái Lan. Để ngăn chặn điều này, chính quyền thực dân Pháp bắt đầu thúc đẩy chủ nghĩa dân tộc Lào.
Vì sự tự do hóa này, nhiều bài hát yêu nước đã được sáng tác, mỗi bài đều nhấn mạnh "tính độc lập" của Lào. "Pheng Xat Lao" là một trong số đó, được sáng tác bởi Thongdy Sounthonevichit vào năm 1941. Bài hát đã được chọn làm quốc ca vào năm 1945, khi đất nước bị quân Nhật Bản chiếm đóng đã tuyên bố Lào độc lập khỏi sự cai trị của Pháp. Sự tự do mới này chỉ tồn tại trong một thời gian ngắn, vì Pháp nhanh chóng giành lại quyền kiểm soát Đông Dương thuộc Pháp sau khi Nhật Bản đầu hàng vào năm 1945. Năm 1947, Pháp trao quyền tự trị hạn chế cho Lào nằm trong khối Liên hiệp Pháp, và "Pheng Xat Lao" lại trở thành quốc ca cho đất nước mới độc lập.
Khi Pathet Lào chiến thắng năm 1975, nhờ sự trợ giúp lớn của Việt Nam trong Nội chiến Lào, chính quyền cộng sản mới đã bãi bỏ chế độ quân chủ và thay đổi lời bài hát để phản ánh hệ tư tưởng của chế độ Mác xít. Kết quả là bài quốc ca trở nên toàn diện, đề cập đến tất cả các nhóm dân tộc ở Lào, thay vì tập trung vào chủng tộc Lào và Phật giáo. Tuy nhiên, giai điệu vẫn được giữ lại.

## Lời bài hát

### Phiên bản sau năm 1975
| Tiếng Lào | Phiên âm tiếng Lào | Dịch nghĩa tiếng Việt |
| --- | --- | --- |
| ຊາດລາວຕັ້ງແຕ່ໃດມາ ລາວທຸກຖ້ວນຫນ້າເຊີດຊູສຸດໃຈ ຮ່ວມແຮງຮ່ວມຈິດຮ່ວມໃຈ ສາມັກຄີກັນເປັນກຳລັງດຽວ ເດັດດ່ຽວພ້ອມກັນກ້າວຫນ້າ ບູຊາຊູກຽດຂອງລາວ ສົ່ງເສີມໃຊ້ສິດເປັນເຈົ້າ ລາວທຸກຊົນເຜົ່າສະເໝີພາບກັນ ບໍ່ໃຫ້ຝູງຈັກກະພັດ ແລະພວກຂາຍຊາດເຂົ້າມາລົບກວນ ລາວທັງມວນຊູເອກະລາດ ອິດສະລະພາບຂອງຊາດລາວໄວ້ ຕັດສິນໃຈສູ້ຊິງເອົາໄຊ ພາຊາດກ້າວໄປສູ່ຄວາມວັດທະນາ | Xạt Lào tăng te đay ma, Lao thụk thuôn na xứt xù xút chay, Huôm heng huôm chit huôm chày, Samakkhi kăn pen kămlang điêu. Đét điều phổm kan khảo na, Bu xá xu kiạt khoỏng Lao, Xoòng xưm xay sịt pên chao, Lao thúk xỏn phao xam mừ pab kăn. Bo hay fưng chakkaphat, Le phuốc khảy xạt khao ma lob kuơn, Lao thăng muông xu ekkalat, Itsalaphab khoỏng xạt Lao vai, Tạtsin chay xủ xing ao xay, Pà xạt kào pay xú khuăm vatthana. | Quốc gia Lào từ ngàn xưa đến nay, tất cả người Lào đều ngợi ca hết lòng, Chung sức chung lòng, đoàn kết thành một khối. Quyết cùng nhau tiến lên, tôn vinh quốc gia Lào, Khuyến khích quyền làm chủ, tất cả các dân tộc Lào đều bình đẳng. Không cho bọn đế quốc, và bè lũ bán nước xâm lăng, Toàn thể dân tộc Lào giữ gìn độc lập, tự do cho quốc gia Lào, Quyết tâm đấu tranh giành chiến thắng, đưa quốc gia tiến tới thịnh vượng. |

### Phiên bản trước năm 1975
| Tiếng Lào | Chuyển tự Latinh |
| --- | --- |
| ຊາດລາວຕັ້ງແຕ່ເດີມມາ ຂື້ນຊື່ລືຊາຢູ່ໃນອາຊີ ຊາວລາວຜູກພັນໄມຕຼີ ຮ່ວມສາມັກຄີຮັກຫໍ່ໂຮມກັນ ຮັກຊາດຮັກປະເທດເຮົາ ຮັກເຈົ້າປົກເກດເກສາ ໂຮມຮັກຮ່ວມສາສນາ ແຕ່ບູຮານມາຮັກສາດິນແດນ ບໍ່ໃຫ້ຊາດໃດມາລວນ ຮາວີຮົບກວນຍາດແຍ່ງຊີງເອົາ ໃຜຂືນເຂົ້າມາລູ່ວຸ່ນວາຍ ສູ້ຈົນຕົວຕາຍຕ້ານທານສັດຕຼູ ຊ່ວຍເຊີດຊູເລືອດເນື້ອເຊື້ອເຜົ່າ ຟື້ນຟູກູ້ເອົາບັນເທົາທຸກກັນ | Xat Lao thung thae derm ma, Khun xu lu xa yu nai ahzi, Sao Lao phouk parn maitri, Huam samakkhi huk ho hôm karn. Huk xat huk pathét hao, Huk jao pôk két késa, Hôm huk huam satsana, Thae buhlahn ma huksa din daen. Baw hai xat dai ma luan, Havi hôp kuan yat yaeng xing ao, Phai khun khao ma loun vounvai, Sou jôn thua tai tan than sattru, Suay xeut xu leuat nua xua phao, Feun fu ku ao banthao thouk karn. |